# Чубарьян, Александр Оганович
Александр Ога́нович Чубарья́н (род. 14 октября 1931, Москва) — советский и российский историк, специалист в области новейшей истории Европы и истории международных отношений. Доктор исторических наук (1971), профессор (1979), действительный член РАН (2000). Лауреат двух Государственных премий России (2013 и 2025).
Научный руководитель Института всеобщей истории РАН, президент ГАУГН. Председатель Национального комитета российских историков, сопредседатель Российского исторического общества, председатель экспертной комиссии РСОШ по истории. Полный кавалер ордена «За заслуги перед Отечеством». Соавтор российского школьного учебника по истории России и всеобщей истории, выпущенного в 2023 году.

## Биография
Родился в армянской семье. Отец — Оган Степанович Чубарьян, библиотековед с международной репутацией, профессор, автор и редактор большого числа книг и статей по библиотековедению, главный редактор сборника «Библиотеки СССР» (1964—1975; с 1973 года — «Советское библиотековедение»), и. о. директора Государственной библиотеки им. В. И. Ленина в 1969—1972 годах.
С отличием окончил исторический факультет МГУ в 1955 году и аспирантуру Института истории АН СССР в 1959 году. Дипломная работа и кандидатская диссертация А. О. Чубарьяна были посвящены истории Брестского мира 1918 года.
С 1958 года работает в Институте истории (с 1968 года — Институт всеобщей истории): младший научный сотрудник, с 1963 года — учёный секретарь по координации, с 1972 года — заведующий отделом, в 1988—2015 годах — директор Института. Учёный секретарь Отделения истории АН СССР (1966—1973). В 1960—1970-е годы одновременно занимался преподавательской деятельностью в МГИМО и Дипломатической академии МИД. В 1971 году защитил докторскую диссертацию «В. И. Ленин и формирование советской внешней политики (1917—1922)». Член-корреспондент РАН c 31 марта 1994 года по Отделению истории (всеобщая история), академик c 26 мая 2000 года.
Вице-президент Национального комитета историков СССР (1970—1991), председатель НКРИ. Избирался вице-президентом Международной ассоциации современной истории Европы (с 1973 года), членом бюро и вице-президентом Международного комитета исторических наук (1990—2000), сопредседателем Комиссий историков России и Австрии, России и Германии, России и Латвии, России и Литвы, России и Румынии, России и Украины (с 1997 года). Президент Российского общества историков-архивистов (1996—2006). Первый ректор, декан и Президент Российского центра гуманитарного образования (ГАУГН); заведующий центром зарубежной истории РГГУ. Президент Ассоциации институтов истории стран СНГ, председатель Всероссийской общественной организации «Ассоциация учителей истории и обществознания», председатель управляющего совета московской школы № 630 имени дважды Героя Советского Союза Г. П. Кравченко.
Председатель экспертного совета ВАК РФ по истории (1999—2007), член Совета по науке, технологиям и образованию при Президенте РФ (2001—2012), член Комиссии по вопросам религиозных объединений при Правительстве РФ (с 2007 года). Входил в состав Комиссии по противодействию попыткам фальсификации истории в ущерб интересам России, существовавшей в 2009—2012 годах. C 2007 года — руководитель Научного совета некоммерческой организации «Фонд „Всемирная энциклопедия путешествий“», с 2015 года — председатель Федерального учебно-методического объединения в системе высшего образования по укрупнённой группе специальностей и направлений подготовки «46.00.00 История и археология». Член Российского совета по международным делам и Российского Пагуошского комитета при Президиуме РАН, доверенное лицо кандидата в президенты России В. В. Путина на выборах 2018 и 2024 годов, став одним из самых старших по возрасту среди доверенных лиц.
Главный редактор периодических изданий «Европейский альманах», «Историческое пространство. Проблемы истории стран СНГ», «Международный журнал социальных наук», «Одиссей. Человек в истории», «Россия и Балтия», «Цивилизации», «Cold War History»; член редколлегий «Военно-исторического журнала», журналов «Вестник Российской академии наук», «Новая и новейшая история», «Общественные науки и современность» и «Вестник архивиста».
Автор свыше 350 научных публикаций. Среди них книги: «Брестский мир», «Европейская идея в истории в XIX—XX вв.» (переведена и издана в Великобритании и ФРГ); «Европа в XX веке: история и перспективы» (издана в США, 2002). Главный редактор «Российской исторической энциклопедии», академических изданий «История Европы» (1992—2000, т. 1—6) и «Всемирная история» (т. 1—6); ответственный редактор и соавтор VI тома «Истории научного и культурного развития человечества» (2002, издание ЮНЕСКО), а также коллективной монографии «Мир в XX веке».
9 ноября 2023 года, на фоне вторжения России на Украину, Канада ввелa санкции в отношении Чубарьяна за активное распространение ложных нарративов, дезинформации и военной пропаганды «о продолжающемся вторжении в Украину, начиная с вторжения и оккупации Крыма».

## Работа над учебными пособиями
А. О. Чубарьян участвовал в подготовке многочисленных учебников и пособий по российской и зарубежной истории, научный руководитель группы Минобрнауки по созданию Федерального историко-культурного стандарта.
В 2006 году в издательстве «Просвещение» вышел учебник истории А. О. Чубарьяна, А. А. Данилова и Е. И. Пивовара. По некоторым отзывам, происхождение культа личности и сталинизма объясняется в учебнике в политических представлениях, которые сложились в 1920-е годы: по мере продвижения к социализму классовая борьба будет нарастать.
В январе 2022 года выступил с обзором обновлённой концепции преподавания истории в российских школах, подготовленной Российской академией наук совместно с Российским историческим обществом. По словам Чубарьяна, концепция следует мировому тренду на расширение показа исторической роли других континентов, помимо Европы. Также в концепции подчёркивается роль России в мировой истории.
Учебник «Всеобщая история»
В 2023 году Чубарьян вместе с Владимиром Мединским стал автором нового учебника «Всеобщая история» для десятых и одиннадцатых классов.

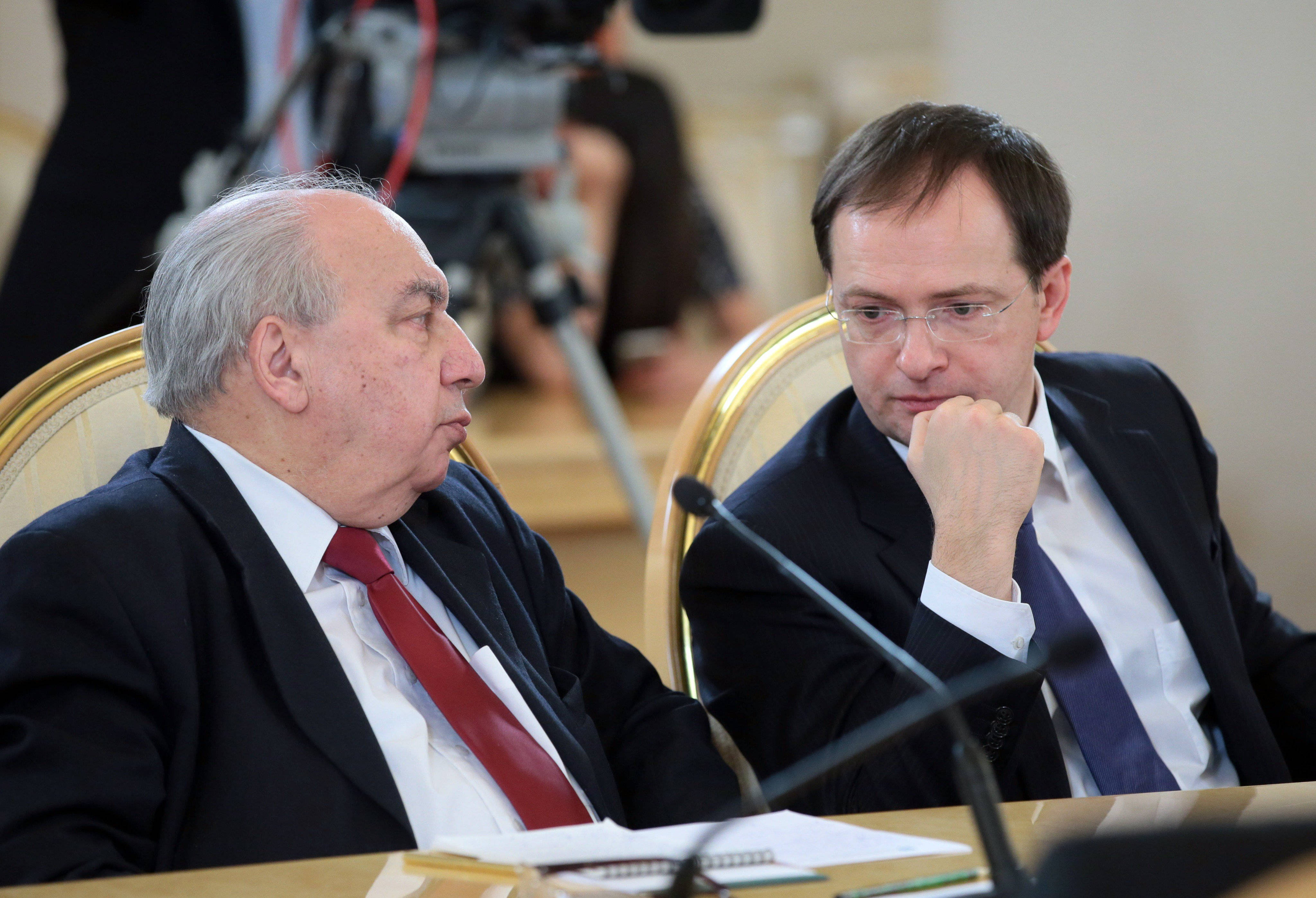
А. О. Чубарьян (слева) и В. Р. Мединский

В учебнике полностью переписаны разделы истории СССР и России в период 1970—2000-х годов, добавлен новый раздел с 2014 года по август 2023 года.
В разделе учебника «Россия сегодня. Специальная военная операция (СВО)» затрагиваются такие темы, как отношения России и Запада в начале XXI века, «давление со стороны США», «фальсификация истории», «возрождение нацизма». В учебнике, в частности, утверждается, что «идеей фикс» западных стран стала «дестабилизация положения внутри России». В учебнике приводятся слова президента РФ Владимира Путина, который утверждал, что Россия напала на Украину, чтобы прекратить боевые действия в Украине. Целью российского нападения названа «защита Донбасса и упредительное обеспечение безопасности России». Авторы учебника утверждали, на Украине что жителей Донбасса называли «террористами» за то, что «они хотели остаться русскими», а «русскими людьми» называются «и великороссы, и татары, и украинцы, и дагестанцы, и башкиры».
Немецкое издание Bild назвало новый учебник «сумасбродным», написанным в короткие сроки, восхваляющим армию и направленным на «борьбу с инакомыслием».
В ответ на критику академик Чубарьян на презентации учебника сказал: «Естественно, в учебнике „История России“ рассказывается о России, которую сейчас критикуют за всё. Конечно, этот учебник от прошлых отличается тем, что он государственный, одобрен министерством образования. В нём нет мнения конкретных авторов, как было раньше. Поэтому он несёт на себе печать некоего официоза. Но это выверенный учебник. Его главное отличие в том, что в учебнике по всеобщей истории значительно большее внимание уделяется странам Африки, Азии и Латинской Америки», — отметил историк.

## Основные работы
Книги

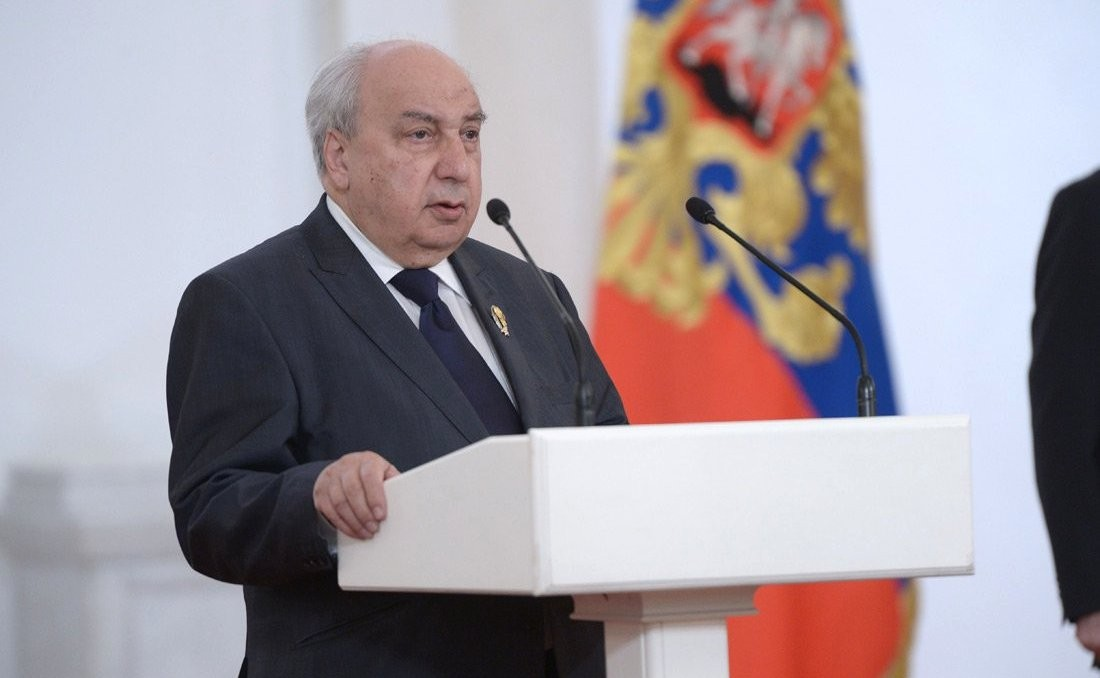
На церемонии вручения
Государственных премий РФ 12 июня 2014 года

- Чубарьян А. О. Брестский мир 1918 г. — М.: Госполитиздат, 1963.
- Кремер И. С., Чубарьян А. О. Очерк истории внешней политики СССР (1917—1963). — М.: Просвещение, 1964.
- Ирошников М. П., Чубарьян А. О. Тайное становится явным. Об издании секретных договоров царского и временного правительств. — М.: Наука, 1970.
- Чубарьян А. О. Ленин и формирование советской внешней политики. — М.: Наука, 1972.
- Чубарьян А. О. Ленинские принципы советской внешней политики: история и современность. — М., 1973.
- Чубарьян А. О. Мирное сосуществование: теория и практика. — М., 1976.
- Всемирная история. Т. XI. — М., 1977. (отв. ред., член авт. коллектива)
- Европа в международных отношениях (1917—1939). — М., 1979. (редактор)
- Чубарьян А. О. Европейская идея в истории: проблемы войны и мира. — М.: Международные отношения, 1987.
- Всеобщая история: дискуссии, новые подходы. — М., 1989. (вып. 1—2, совм. с В. В. Согриным)
- Европа между миром и войной. 1918—1939. — М., 1992 (отв. ред., член авт. коллектива)
- Tschubarjan A. O. Europakonzepte: von Napoleon bis zur Gegenwart. Ein Beitrag aus Moskau. Berlin, 1992. (нем.)
- Chubarian A. O. The European Idea in History XIX—XX Centuries. A view from Moscow. Ilford: Frank Cass, 1994; London, 1998, 2013. (англ.)
- Чубарьян А. О. История XX в.: новые методы исследования. — М., 1997.
- Сталинское десятилетие холодной войны: Факты и гипотезы. — М., 1999. (редактор)
- Чубарьян А. О. Российский европеизм. — М.: Олма-пресс, 2006.
- Чубарьян А. О. Канун трагедии. Сталин и международный кризис. Сентябрь 1939 — июнь 1941 г. — М.: Наука, 2008.
- Чубарьян А. О. XX век: Взгляд историка. — М.: Наука, 2009.
- La Russie et l’idée Européenne. Paris: Éditions des Syrtes, 2009. (фр.)
- Всемирная история: В 6 т. / гл. ред. А. О. Чубарьян; Институт всеобщей истории РАН. — М.: Наука, 2011—2014. — Т. 1—5.
- Теория и методология исторической науки: терминологический словарь / Отв. ред. А. О. Чубарьян. — М.: Аквилон, 2014.
- Чубарьян А. О. Научная дипломатия. Историческая наука в моей жизни. — М.: Весь мир, 2021. — 608 с. (рецензия А. Моисеева)

Статьи
- Чубарьян А. О. В преддверии второй мировой войны: заметки историка // Коммунист. — 1988. — № 14.
- Чубарьян А. О. Десятилетие внешней политики России // Международная жизнь. — 2001. — № 6.
- Чубарьян А. О. Европа единая, но делимая // Россия в глобальной политике. — 2003. — № 2.
- Чубарьян А. О. Белые пятна в истории великой войны // Россия в глобальной политике. — 2005. — № 3.

## Награды

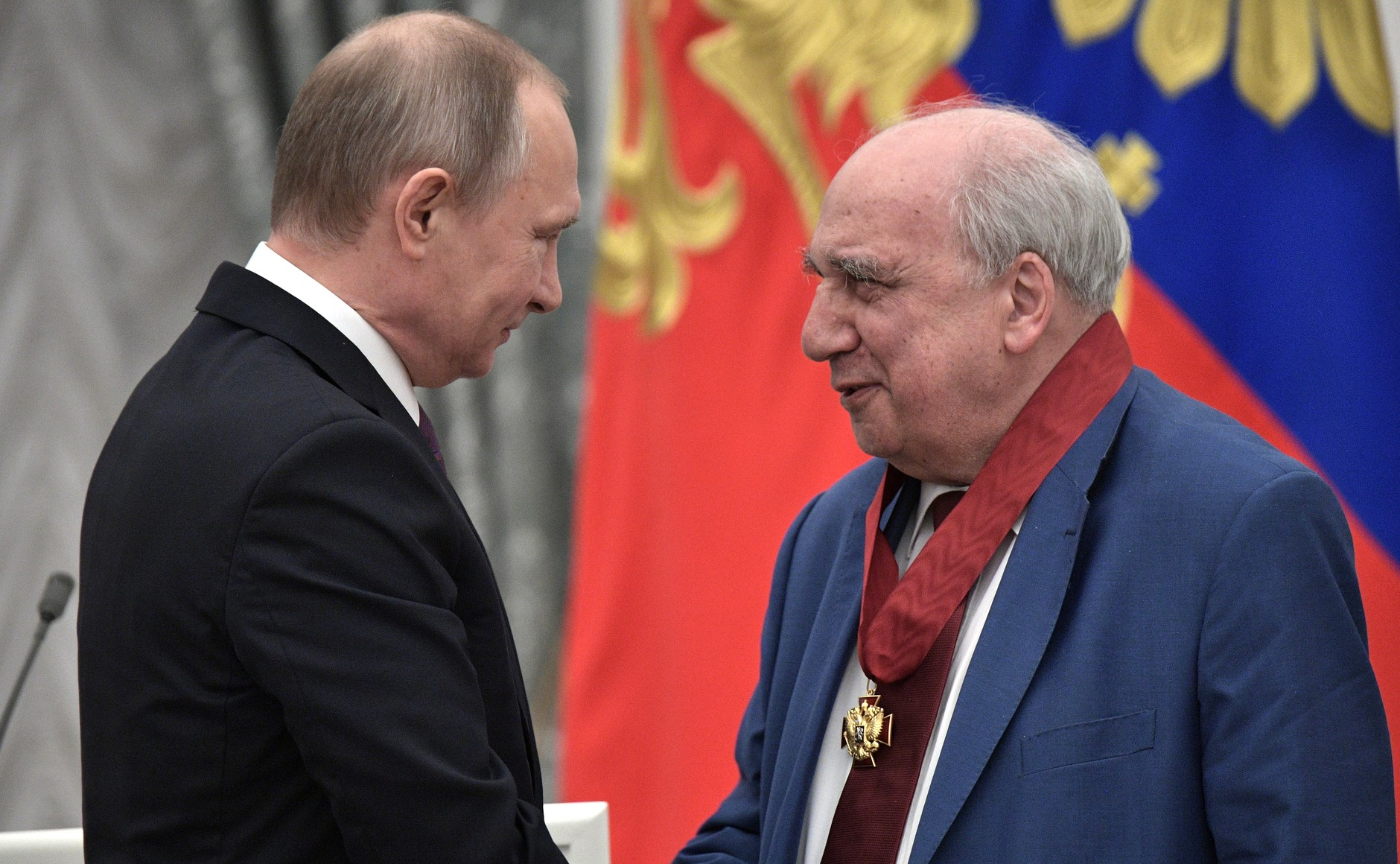
Награждение орденом «За заслуги перед Отечеством» II степени, 24 мая 2017 года

- Орден «За заслуги перед Отечеством» I степени (3 октября 2021 года) — за значительный вклад в развитие исторической науки и многолетнюю плодотворную работу[24]
- Орден «За заслуги перед Отечеством» II степени (20 декабря 2016 года) — за большой вклад в развитие науки, подготовку квалифицированных специалистов и многолетнюю плодотворную работу[25]
- Орден «За заслуги перед Отечеством» III степени (14 октября 2011 года) — за большие заслуги в области науки и многолетнюю плодотворную деятельность[26]
- Орден «За заслуги перед Отечеством» IV степени (14 октября 2006 года) — за большой вклад в развитие отечественной науки[27]
- Орден Почёта (4 июня 1999 года) — за большой вклад в развитие отечественной науки, подготовку высококвалифицированных кадров и в связи с 275-летием Российской академии наук[28]
- Орден «Знак Почёта» (1976)
- Знак отличия «За благодеяние» (19 сентября 2019 года) — за активное участие в подготовке и проведении мероприятий, посвящённых 100-летию Первой мировой войны[29]
- Орден Почётного легиона (Франция, 2005)
- Офицерский крест ордена «За заслуги перед Федеративной Республикой Германия» (Германия)
- Орден Святого Григория Великого (Ватикан)
- Лауреат Государственной премии Российской Федерации за выдающиеся достижения в области гуманитарной деятельности 2024 года (10 июня 2025 года)[30]
- Лауреат Государственной премии Российской Федерации за выдающиеся достижения в области науки и технологий за 2013 год (9 июня 2014 года) — за фундаментальные результаты исследований истории взаимоотношений России и Европы XIX-XX веков, а также за крупный вклад в разработку новых концептуальных подходов к преподаванию истории в средней и высшей школе Российской Федерации[31]
- Почётная грамота Президента Российской Федерации (18 января 2010 года) — за активное участие в научно-исследовательской, публицистической и популяризаторской работе по противодействию фальсификации истории в ущерб интересам России[32]
- Благодарность Президента Российской Федерации (11 июля 1996 года) — за активное участие в организации и проведении выборной кампании президента Российской Федерации в 1996 году[33]
- Лауреат премии имени Е. В. Тарле (РАН, 2009) — за монографию «Канун трагедии. Сталин и международный кризис. Сентябрь 1939 — июнь 1941 года»[34]

Иностранный член Норвежской академии наук (1996), НАН Армении (2000) и Шведской королевской академии словесности (2013).
Почётный доктор СПбГУП с 2007 года.

## Рецензии
Историк С. А. Экштут о шеститомнике «Всемирной истории», выпущенном издательством «Наука» в 7 книгах в период 2011—2019 годов:
<…> требовалась исключительная научная смелость, чтобы приступить к реализации столь амбициозного исследовательского проекта, как написание многотомной «Всемирной истории» <…> руководимый академиком Александром Огановичем Чубарьяном авторский коллектив Института всеобщей истории РАН <…> упорно и систематически им занимался в течение десяти лет. Мы получили книгу, позволяющую найти ответ практически на любой злободневный вопрос современной жизни.